# 单点故障

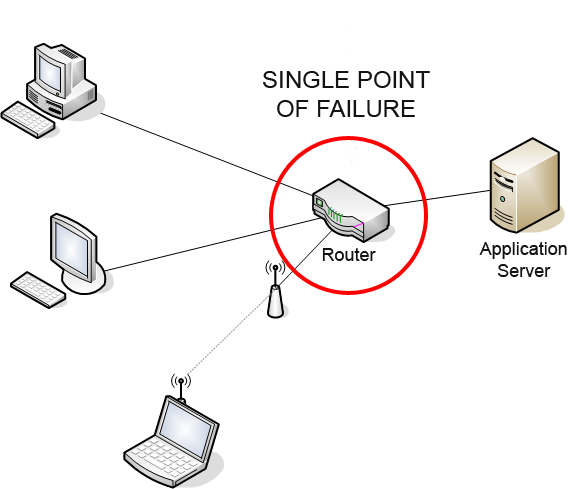
圖中的路由器就是一个SPOF，若该路由器失效，這些電腦之間的通訊就無法運作

单点故障（英語：single point of failure，缩写SPOF）是指在系统中，只要失效就會讓整個系統無法運作的部件，換句話說，單點故障即是指会引起整体故障的重大隱患。
高可用性或者高可靠度的系統（商務系统、軟體系統或工業系統）不會希望有单点故障造成整體故障的情形。一般可以透過冗餘的方式增加多個相同機能的部件，只要這些部件沒有同時失效，系統（或至少部份系統）仍可運作，這會讓可靠度提高，不過也增加成本和一些设计难度。